# Castillo del Cachorro
El Castillo del Cachorro está ubicado al norte del río Salor y al suroeste del pueblo de Torreorgaz, provincia de Cáceres en la Comunidad Autónoma de Extremadura, en una finca del mismo nombre que el castillo. 
La parte más antigua y, sin embargo, la mejor construida, a base de grandes bloques de piedra bien escuadrados, es la Torre del homenaje que tiene el «escudo de los Ulloa» en uno de sus paramentos. El castillo se construyó en el siglo XV y se conserva en bastante buen estado una parte del almenaje en voladizo. Era frecuente que en este tipo de torres aisladas se fueran añadiendo diversas construcciones para diferentes usos residenciales, agrícolas y ganaderos con un cierto desorden; sin embargo, en este caso se construyó posteriormente un recinto cuadrangular, simétrico, dejando la torre en una esquina . Esta muralla, a pesar de ser de una época posterior, está construida de forma más basta, a base de rocas y mampostería. Debió pertenecer a los Ulloa no solo por los dos blasones de armas heráldicas aparecidos en la Torre del homenaje sino porque desde finales de la Edad Media ostentaban también el señorío sobre Torreorgaz, localidad a cuyo término municipal pertenece.